# Sľubica (vrch)
Sľubica (1129,4 m n. m.) je třetí nejvyšší vrch pohoří Branisko a nejvyšší v jižní části stejnojmenného podcelku, od vyšší severní části oddělené průsmykem Branisko.
Dominuje jižní části pohoří, nachází se v jejím centru, nad obcemi Dúbrava, Slatvina a Vojkovce.
Na vrcholu je osazena informační tabule, posezení s dřevěným stolem a lavičkami, nechybí turistický rozcestník se schránkou a vrcholovou knihou.
Z vrcholu je výhled na západní stranu (považovaný za jeden z nejpůsobivějších na Slovensku) na Spiš, Hornádskou kotlinu s Dreveníkom a Spišským hradem, Slovenský ráj, Levočské vrchy a Volovské vrchy. Za dobré viditelnosti lze dohlédnout na Vysoké Tatry, vrch Nízkých Tater - Královu holu (1946,1 m n. m.) a Velký Choč (1611 m n. m.), vzdušnou čarou vzdálený 113,6 km.

## Turismus
Sľubica poskytující jeden z nejpůsobivějších výhledů na Slovensku je atraktivním a vyhledávaným cílem pro turisty.
Nejlehčí je výstup z obce Vojkovce po  zelené turistické značce přes sedlo Predky (890 m n. m.) s převýšením 609 m.

## Přístup

### Značené trasy
- po  zelené značce z průsmyku Branisko (750,6 m n. m.) přes vrchy Rudnik (1024,6 m n. m.) a Rajtopíky (1036 m n. m.), délka: ↑ 2:30 h, ↓ 2:15 h, převýšení: 378 m.
- po  modré značce z obce Dúbrava přes sedlo Humenec (910 m n. m.), odtud po  zelené značce na vrchol, délka: ↑ 2:15 h, ↓ 1:55 h, převýšení: 514 m.
- po  zelené značce z města Krompachy přes obce Kolinovce, Kaľava, Vojkovce a sedlo Predky (890 m n. m.), délka: ↑ 4:00 h, ↓ 3:20 h, převýšení: 750 m.
- po  žluté značce z obce Richnava přes sedlo Predky, délka: ↑ 2:50 h, ↓ 2:20 h, převýšení: 759 m.
- po  zelené značce z obce Vojkovce přes sedlo Predky, délka: ↑ 1:45 h, ↓ 1:20 h, převýšení: 620 m.

## Pravidelné akce
Zimní výstup na Sľubicu
Pořadatel: KST Bradlo Richnava
Termín konání: leden
Trasa: průsmyk Branisko - Rudnik - Rajtopíky - Sľubice - Richnava
Druh akce: pěší turistika
Klub Slovenských turistů Bradlo Richnava organizuje každoročně od roku 1976, v lednu, tradiční jednodenní pěší zimní výstup na vrch Sľubice, pod názvem Zimní výstup na Sľubicu.

## Galerie

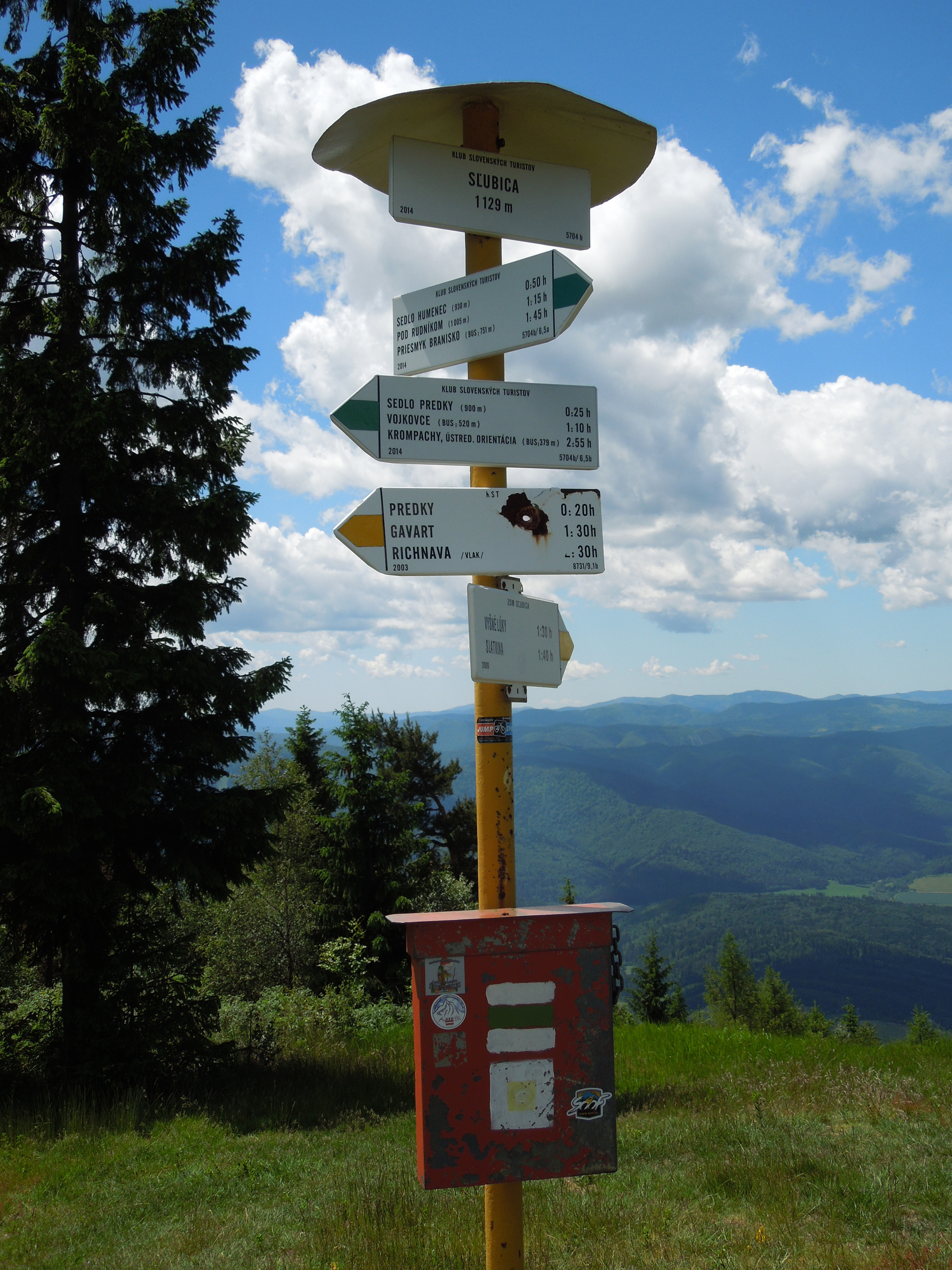
Turistický rozcestník na vrcholu Sľubice
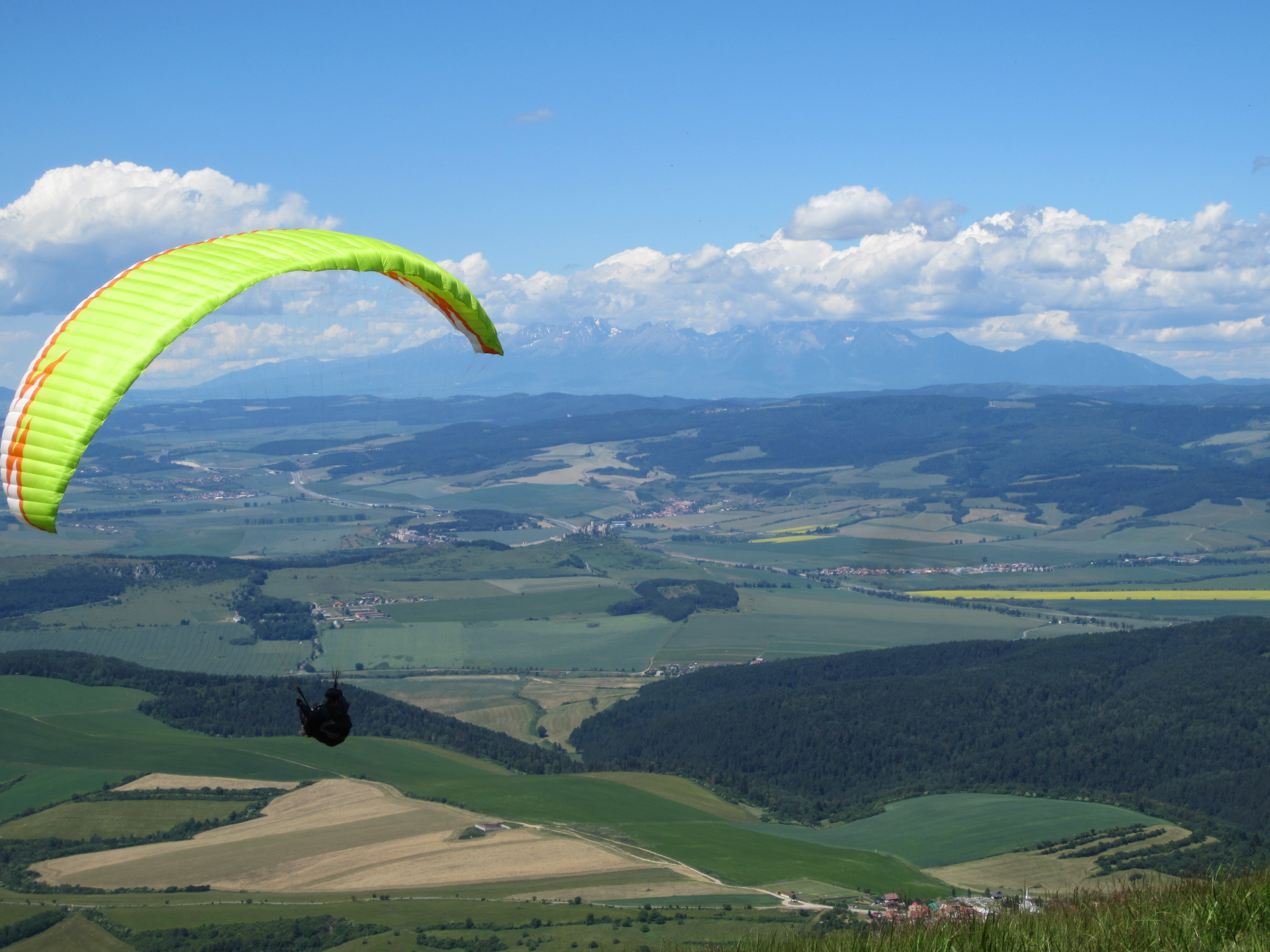
Pohled na Vysoké Tatry z vrcholu Sľubice
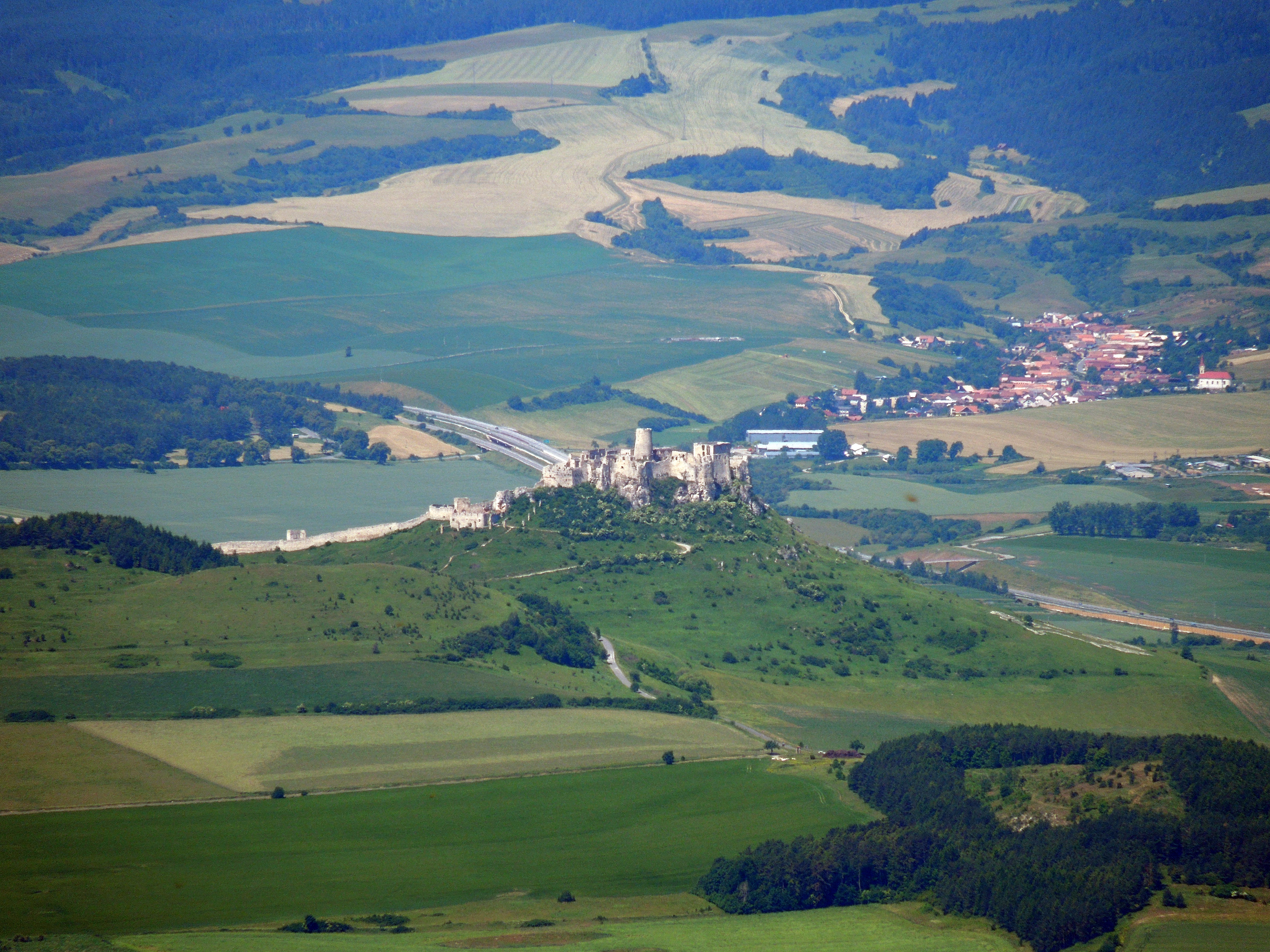
Pohled na Spišský hrad z vrcholu Sľubice